# Henneguya zschokkei
Henneguya zschokkei, gatunek znany również jako Henneguya salminicola, mleczny miąższ (ang. milky flesh) lub tapioka łososiowa (ang. tapioca disease). Jest pasożytem pewnych gatunków łososiowatych rodzaju Oncorhynchus (zaliczają się do nich liczne gatunki łososi i pstrągów). Częsty pasożyt łososiowatych wód północnej półkuli.
Henneguya zschokkei jest pierwszym i jak dotąd jedynym wielokomórkowym organizmem i zwierzęciem, których mitochondria utraciły genom stając się wtórnie organellami mitochondriopochodnymi (ang. mitochondria-related organelles, MROs), co oznacza, że organizm ten nie wykorzystuje oddychania aerobowego do wytwarzania potrzebnej mu energii. Jak dotąd nie jest znany jego sposób produkcji energii. Możliwe, że nie wykorzystuje nawet tlenu.

## Opis
Henneguya salminicola występuje w rybach jako forma o kształcie kropli łzy z dwoma pęcherzykami położonymi doprzednio oraz dwoma długimi przydatkami ogonowymi po przeciwnej stronie; przypominają spermatozoidy. Uznaje się, że rozgwiazdy są blisko spokrewnione.

## Gospodarze
Znani gospodarze pasożytu:
- Oncorhynchus gorbuscha (gorbusza)
- Oncorhynchus keta (keta)
- Oncorhynchus kisutch (kiżucz)
- Oncorhynchus nerka (nerka)
- Oncorhynchus mykiss, anadromiczna forma wędrowna (pstrąg tęczowy)
- Oncorhynchus tshawytscha (czawycza)
- Salmo salar (łosoś szlachetny)

## Brak genomu mitochondrialnego
Typowo komórki eukariotyczne pozyskują głównie energię w sposób aerobowy, ale kilka linii jednokomórkowych eukariontów utraciła wtórnie tę zdolność, żyjąc w środowisku z niedostatkiem tlenu. Mitochondria tych organizmów utraciły całość lub część swojego genomu i ewoluowały w organella mitochondriopochodne (ang. mitochondria-related organelles, MROs). Jest to sposób adaptacji, która zapobiega marnowaniu energii i materii do produkcji białek i utrzymywania organelli zbędnych w danym środowisku.
Jedynym znanym dotąd wielokomórkowym organizmem i zwierzęciem, którego mitochondria pozbawione są całkowicie genomu, jest Henneguya zschokkei. Jest on również pozbawiony większości jądrowych genów zaangażowanych w oddychanie mitochondrialne. Z kolei jedynym organizmem eukariotycznym pozbawionym mitochondriów w ogóle jest jednokomórkowy Monocercomonoides.
Anaerobowy sposób oddychania tego organizmu został przypadkowo odkryty przez naukowców z Uniwersytetu w Tel Awiwie, którzy opublikowali wyniki swoich badań w lutym 2020. Dayana Yahalomi ze współpracownikami odkryli, że zwierzęciu brakuje genomu mitochondrialnego.